# Liste der Biografien/Lh
Liste der Biografien |
Portal Biografien |
Personensuche
# |
A |
B |
C |
D |
E |
F |
G |
H |
I |
J |
K |
L |
M |
N |
O |
P |
Q |
R |
S |
T |
U |
V |
W |
X |
Y |
Z |
?
 
La |
Lb |
Lc |
Le |
Lg |
Lh |
Li |
Lj |
Ll |
Lm |
Lo |
Lp |
Lt |
Lu |
Lv |
Lw |
Lx |
Ly |
Lz
Die Liste der Biografien führt alle Personen auf, die in der deutschsprachigen Wikipedia einen Artikel haben. Dieses ist eine Teilliste mit 70 Einträgen von Personen, deren Namen mit den Buchstaben „Lh“ beginnt.

## Lh

### Lha
- Lhabsang Khan († 1717), Mitregent des Dalai Lama
- Lhabz, Lamiae (* 1984), marokkanische Hürdenläuferin
- Lhalung Pelgyi Dorje, tötete den letzten tibetischen König (btsan-po) Lang Darma
- Lham, Rinzi (* 1967), bhutanische Bogenschützin
- Lhamo, Kinzang (* 1998), bhutanische Marathonläuferin
- Lhamon, William Jefferson (1855–1955), US-amerikanischer Geistlicher der Christian Church (Disciples of Christ)
- Lhamu, Namgyal (* 1974), bhutanische Bogenschützin

### Lhe
- Lhenry, Fabrice (* 1972), französischer Eishockeytorwart
- L’Herbier, Marcel (1888–1979), französischer Filmregisseur, Autor, Drehbuchautor und Filmproduzent
- Lhérie, Paul (1844–1937), französischer Sänger
- L’Héritier de Brutelle, Charles Louis (1746–1800), französischer Botaniker
- L’Héritier de Villandon, Marie-Jeanne († 1734), französische Märchenautorin
- Lhéritier, Gérard (* 1948), französischer Manuskripthändler, Autor und Unternehmer
- l’Héritier, Jean, franko-flämischer Komponist der Renaissance
- Lherman, Jo (1898–1949), Regisseur, Theatergründer und -macher, Radiokommentator beim ersten Nürnberger Prozess
- L’hermet, Rudolf (1859–1945), deutscher Schachmeister und -komponist
- L’Herminier, Félix Louis (1779–1833), französischer Apotheker und Naturforscher
- L’Hermite, François Tristan (1601–1655), französischer Schriftsteller
- L’Hermite, Jacques (1582–1624), niederländischer Admiral und Namensgeber der Isla Hermite nahe Kap Hoorn
- Lhermitte, Jean (1877–1959), französischer Neurologe
- Lhermitte, Léon Augustin (1844–1925), französischer Künstler
- Lhermitte, Thierry (* 1952), französischer SchauspielerThierry Lhermitte (* 1952)

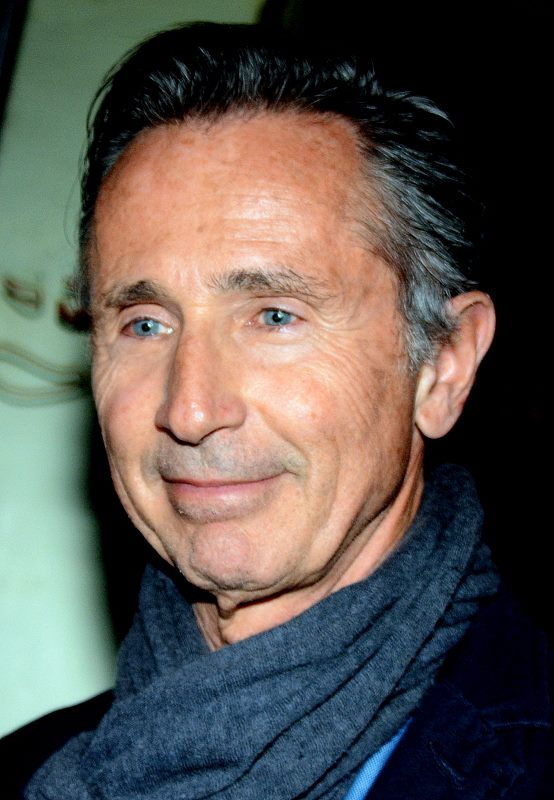
Thierry Lhermitte (* 1952)

- Lhernould, Nicolas (* 1975), französischer Geistlicher und römisch-katholischer Erzbischof von Tunis
- L’Heureux-Arel, Lucienne (* 1931), kanadische Organistin und Musikpädagogin
- L’Heureux-Dubé, Claire (* 1927), kanadische Rechtswissenschaftlerin, Richterin und Dozentin
- Lhévinne, Josef (1874–1944), russisch-US-amerikanischer Pianist
- Lhévinne, Rosina (1880–1976), russisch-amerikanische Pianistin und Musikpädagogin

### Lhi
- L’Hirondel, Blandine (* 1991), französische Athletin

### Lho
- Lhodrag Khenchen Namkha Gyeltshen (1326–1401), Kadam- und Nyingma-Meister
- L’Hoëst, Engelbert (1919–2008), niederländischer Maler
- Lhomme, Pierre (1930–2019), französischer Kameramann
- L’Hommedieu, Ezra (1734–1811), US-amerikanischer Politiker
- Lhomond, Charles-François (1727–1794), französischer Latinist und Romanist
- Lhopiteau, Gustave (1860–1941), französischer Jurist und Politiker der Dritten Republik
- L’Hospital, François de (1583–1660), französischer Adliger und Offizier, Marschall von Frankreich
- L’Hospital, Guillaume François Antoine, Marquis de (1661–1704), französischer MathematikerGuillaume François Antoine, Marquis de L’Hospital (1661–1704)

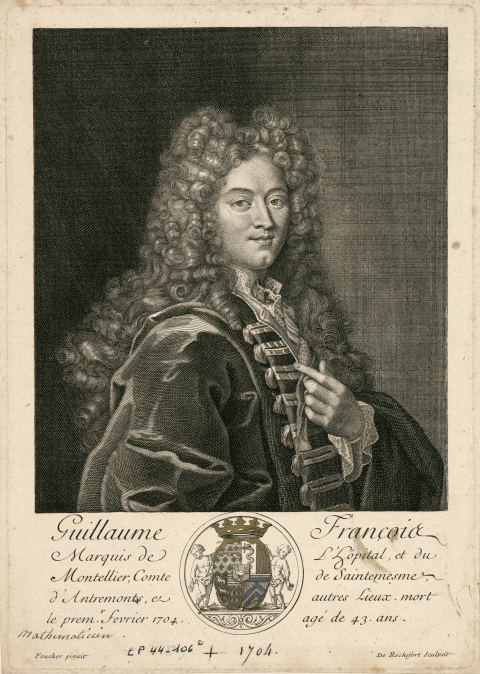
Guillaume François Antoine, Marquis de L’Hospital (1661–1704)

- l’Hospital, Ludwig von (1669–1755), Kommandant von Memel und Chef des Garnisonsbataillons Nr. 1
- L’Hospital, Michel de († 1573), französischer Staatsmann, Jurist und humanistischer Schriftsteller
- L’Hospital, Nicolas de (1581–1644), Marschall von Frankreich
- L’Hoste, Hubert (1923–1959), saarländischer Emigrant
- L’Hoste, Johann (1890–1956), saarländischer Politiker
- Lhota, Adalbert H. (1946–2022), österreichisch-schweizerischer Geschäftsführer des Automobilclubs von Deutschland e.V.
- Lhota, Antonín (1812–1905), tschechischer Maler und Professor der Akademie der bildenden Künste in Prag
- Lhota, Joe (* 1954), US-amerikanischer Politiker, öffentlicher Bediensteter, Lobbyist, und ehemaliger Investmentbanker
- Lhote, André (1885–1962), französischer Maler, Bildhauer, Kunsttheoretiker und -lehrer
- L’Hote, Antoine (* 2005), französischer Radrennfahrer
- Lhote, Henri (1903–1991), französischer Schriftsteller, Forschungsreisender, Ethnograph
- L’Hôte, Jean (1929–1985), französischer Filmregisseur, Drehbuchautor und Schriftsteller
- Lhotellerie, Clément (* 1986), französischer Radrennfahrer
- Lhôtellier, Patrice (* 1966), französischer Florettfechter
- Lhotka, Fran (1883–1962), jugoslawischer Komponist
- Lhotka, Stefan (1884–1938), ungarischer Filmarchitekt und Kunsthochschullehrer
- Lhotka-Kalinski, Ivo (1913–1987), jugoslawischer Komponist
- Lhotsky, Alfons (1903–1968), österreichischer Historiker
- Lhotsky, Georg (1937–2016), österreichischer Schauspieler, Filmregisseur, Drehbuchautor und Produzent
- Lhotský, Jaromír, tschechischer Mediziner
- Lhotsky, John (1795–1866), österreichischer Lithograf und Autor
- Lhotta, Roland (* 1962), deutscher Politikwissenschaftler und Hochschullehrer
- L’Hotte, Alexis (1825–1904), französischer General, Meister der Pferdedressur
- Lhotzky, Alexander (1959–2016), österreichischer Theater- und Filmschauspieler
- Lhotzky, Bernd (* 1970), deutscher Jazz-Pianist
- Lhotzky, Heinrich (1859–1930), deutscher Schriftsteller
- Lhouvum, Nengcha, indische Diplomatin
- Lhoyer, Antoine de (1768–1852), französischer Gitarrist und Komponist der Frühromantik

### Lhu
- L’Huilier, Simon (1750–1840), Schweizer Mathematiker
- Lhuillier de Sainte Beuve, Madeleine (1562–1630), Konventgründerin der Ursulinen in Paris
- L’Huillier, Anne (* 1958), französische PhysikerinAnne L’Huillier (* 1958)

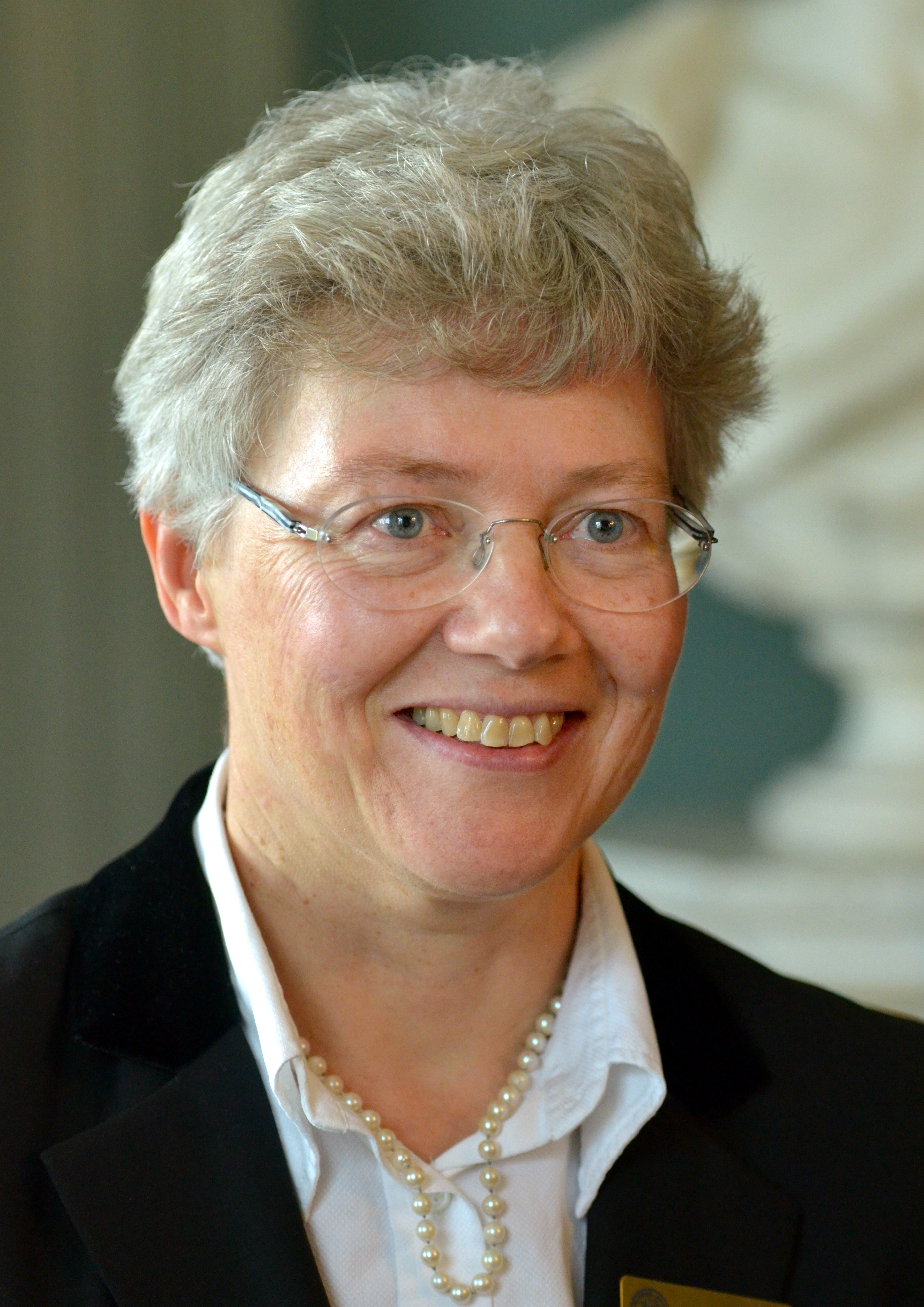
Anne L’Huillier (* 1958)

- Lhuillier, Claude-Emmanuel (1626–1686), französischer Dichter
- L’Huillier, Peter (1926–2007), Erzbischof von New York und New Jersey
- Lhuyd, Edward (1660–1709), walisischer Botaniker